# O, Guds Lamm (Rock)
O, Guds Lamm är en psalm med musik skriven 1978 av Gordon Rock.

## Publicerad i
- Psalmer och Sånger 1987 som nummer 866 under rubriken "Psaltarpsalmer och andra sånger ur Bibeln".[1]